# Yunis Hüseynov
Yunis Hüseynov (ur. 1 lutego 1965 w Gandża) − azerski piłkarz w trakcie kariery piłkarskiej występujący na pozycji obrońcy. Przez większą część kariery związany z azerskim klubem Neftçi PFK. W reprezentacji Azerbejdżanu zadebiutował w 1993 roku. W latach 1993–1998 wystąpił w 34 meczach kadry, w których zdobył cztery gole.